# شاه عقرب: کتاب ارواح
شاه عقرب: کتاب ارواح (به انگلیسی: The Scorpion King: Book of Souls) یک فیلم ویدئویی آمریکایی در ژانر اکشن، ماجراجویی و فانتزی است که در تاریخ ۲۳ اکتبر ۲۰۱۸ منتشر شد. این اثر سینمایی پنجمین قسمت از سری فیلم‌های عقرب شاه و ادامه شاه عقرب ۴: تلاش برای قدرت محسوب می‌شود.

## خلاصه داستان
شاه عقرب همراه با جنگجویی شجاع به نام تالا راهی سفری ماجراجویانه می‌شوند تا عتیقه‌ای افسانه‌ای به نام کتاب ارواح را پیدا کنند اما…